# Eugène Cattin
Pour les articles homonymes, voir Cattin.
Eugène Cattin, né le 21 janvier 1866 aux Bois dans le canton du Jura et mort le 8 mai 1947 dans la même commune, est un facteur et photographe suisse, spécialisé dans les prises de vues des Franches-Montagnes.

## Biographie
Facteur dans sa commune natale, il succède à sa mère et parcourt quotidiennement l'ensemble du territoire soit à cheval, soit à bicyclette. Il est également bricoleur et confectionne de nombreux jouets et outils en bois. Enfin, il établit dans la région un dépôt de tuiles qui lui permet de devenir l'un des notables du village, où il devient le premier propriétaire d’une voiture.
Pendant toute sa carrière, Eugène Cattin réalise plus de 3 100 photographies sur plaque de verre. Ces clichés représentent le quotidien des Franches-Montagnes, principalement en extérieur. 

## Collections
Le fonds composé par l'ensemble des photographies est la propriété des archives cantonales jurassiennes qui les a transférées sur Wikimedia Commons au début de l'année 2016.